# Sertularella zenkevitchi
Sertularella zenkevitchi är en nässeldjursart som beskrevs av Nikolai Alexsandrovich Naumov 1960. Sertularella zenkevitchi ingår i släktet Sertularella och familjen Sertulariidae. Inga underarter finns listade i Catalogue of Life.